# حيرام هايد
حيرام هايد هو سياسي كندي، ولد في 25 سبتمبر 1837، وتوفي في 18 ديسمبر 1907. انتخب عضو مجلس نواب نوفا سكوتيا.